# Dipteris
Dipteris, rod papratnica iz porodice Dipteridaceae, dio reda Gleicheniales. Postoji 8 vrsta iz tropske i suptropske Azije i jugozapadnog Pacifika.

## Vrste
1. Dipteris chinensis Christ
2. Dipteris conjugata Reinw.
3. Dipteris lobbiana (Hook.) T.Moore
4. Dipteris nieuwenhuisii Christ
5. Dipteris novoguineensis Posth.
6. Dipteris papilioniformis Kjellb.
7. Dipteris shenzhenensis Y.H.Yan & Z.Y.Wei
8. Dipteris wallichii (R.Br.) T.Moore

## Sinonimi
- Phymatodes C.Presl